# Afrika-Haus Freiberg

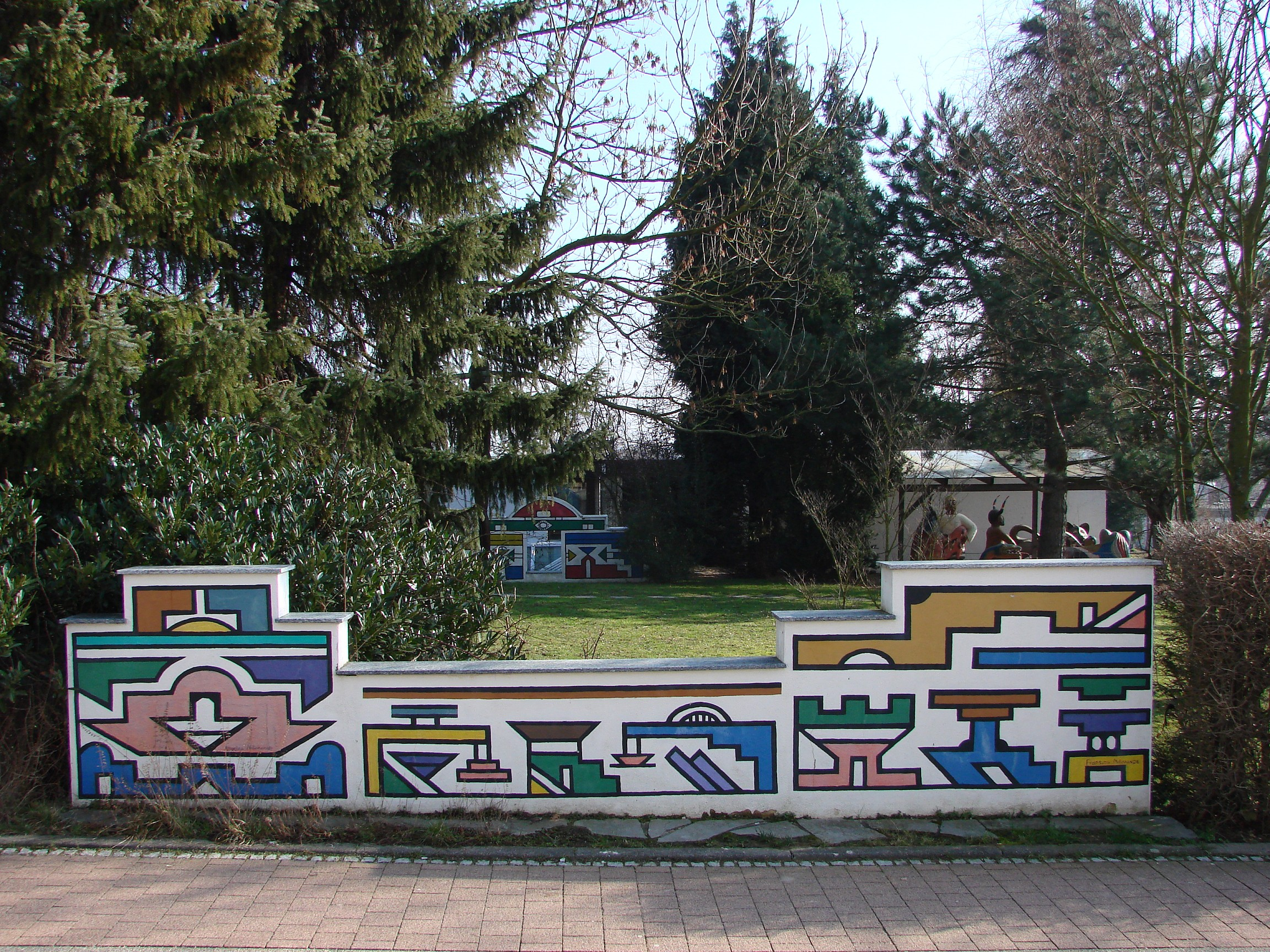
Afrika-Haus Freiberg am Neckar

Das Afrika-Haus Freiberg war ein Museum für neue afrikanische Kunst in Freiberg am Neckar.

## Konzept
Das Afrikahaus beherbergt eine große Anzahl von Werken der neuen afrikanischen Kunst ab 1920. Vertreten sind alle geografischen Regionen Afrikas und eine breite Palette von Kunstrichtungen. Die architektonische Gestaltung der Außenanlage folgt dem Vorbild des Umuzi, des Kraals der Ndebele.
Die Ausstellung stellte auch die Wurzeln der neuen afrikanischen Kunst in den alten kulturellen Bräuchen Afrikas dar. Sie zeigte Verbindungen auf zu den Kulten des Animismus, zu Ahnen- und Fruchtbarkeitskulten und zu den mystischen Vorstellungen der Magie, der Maskenkulte, der Hexerei und der Geisterkulte.
Das Afrikahaus, immer wieder auch Stätte des persönlichen Austauschs mit afrikanischen Künstlern, sollte so den interkulturellen Austausch fördern, „verfehlte kulturelle Apartheid-Ideen vermeiden helfen und stattdessen Vorstöße in neue künstlerische Dimensionen versuchen“ – so der Gründer des Museums, Arthur Benseler.

## Künstlerische Themen

### Skulpturen und Malereien im Außenbereich

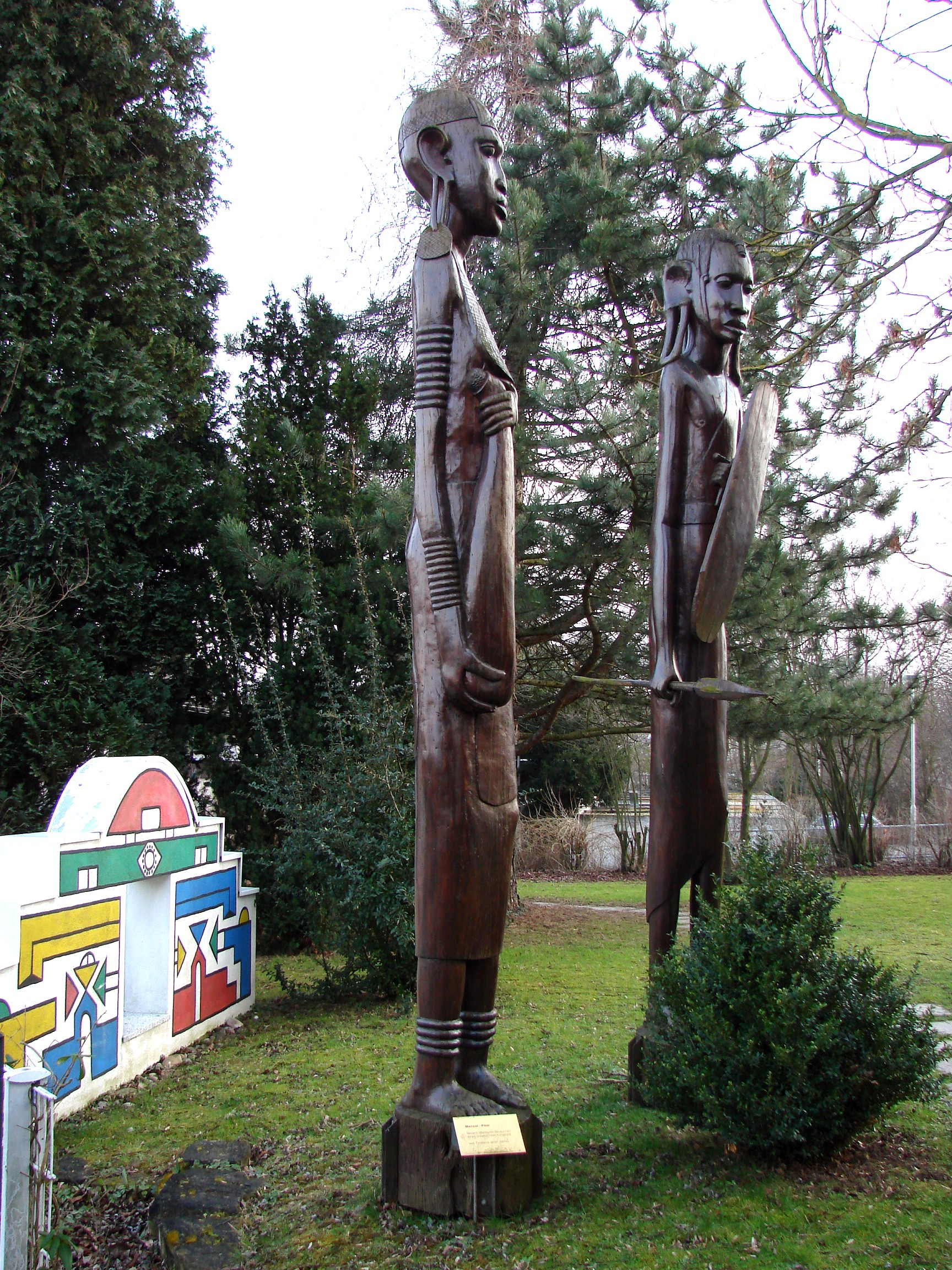
Massai-Figuren aus Mahagoni

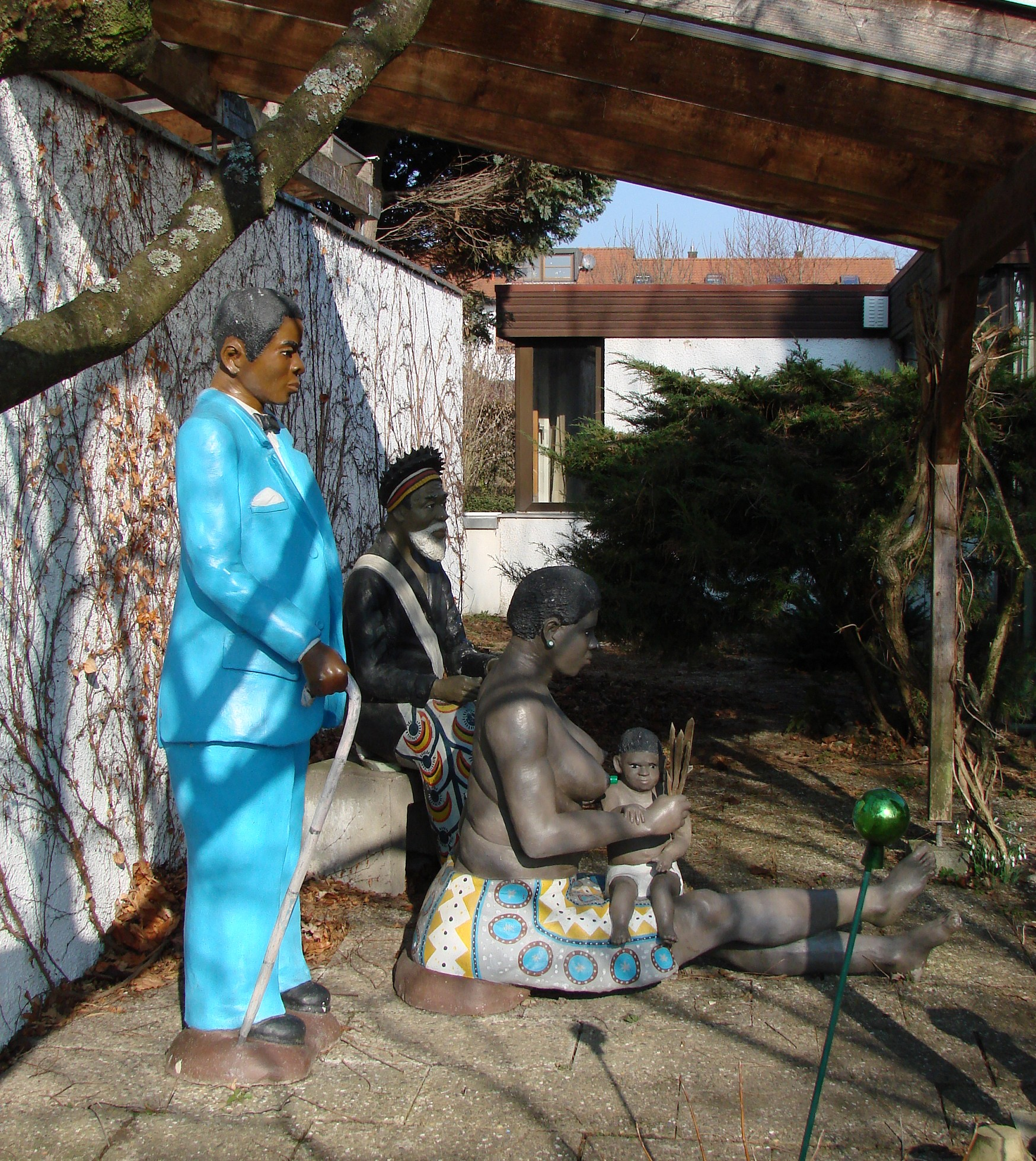
Skulpturen von Aniedi Okon Akpan und Sunday Jack Akpan

Am Eingang zum Garten empfangen zwei hohe, überschlanke Massai-Figuren aus Mahagoni die Besucher und leiten sie zu farbenfrohen Skulpturen aus Zement und Beton im seitlichen Teil des Gartens. In Westafrika sind diese Betonfiguren Bestandteil des heute noch lebendigen Totenkultes: Sie werden für die Zeremonie der Zweiten Beerdigung verwendet. Gelegentlich dienen sie auch zu Werbezwecken.

Hinzu kommt eine farbenprächtige Figurengruppe, das Voodoo-Pantheon mit den Gottheiten Legba und Zangbeto, die in Gesellschaft von zwei Löwen über einen Sünder zu Gericht sitzen. Die Gruppe, geschaffen vom Künstler Cyprien Tokoudagba aus Benin, wurde ursprünglich 1989 bei der Ausstellung Magiciens de la Terre im Pariser Centre Georges Pompidou gezeigt. Tokoudagba gewann 1993 in Paris den Preis der Fondation Afrique en Créations. Die Figur des Legba wurde im Sommer 2006 ein Opfer des Vandalismus. Ihr großer Phallus erregte möglicherweise Anstoß und wurde abgeschlagen. 

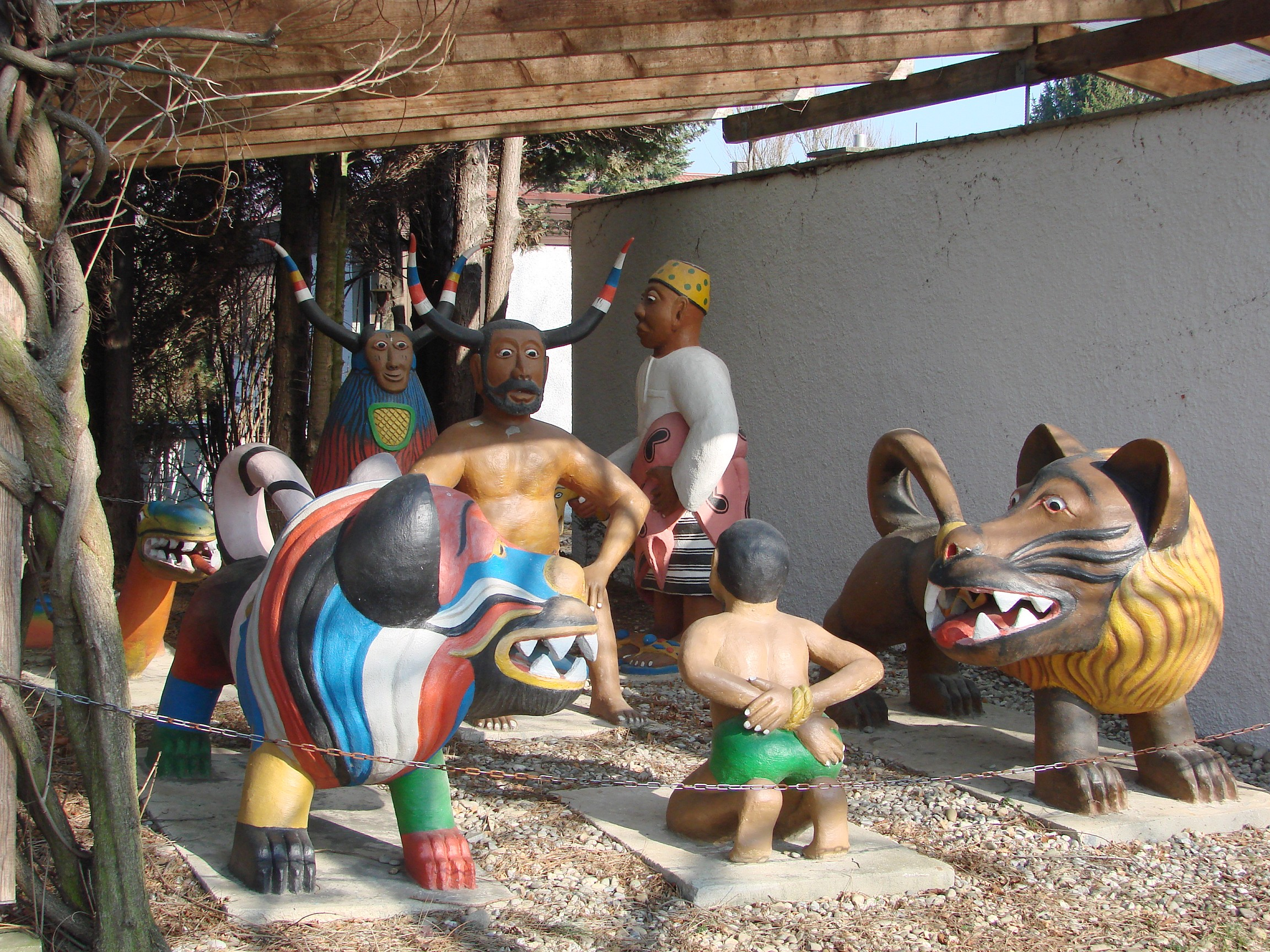
Voodoo-Pantheon von Cyprien Tokoudagba

Die Mauern im Außenbereich und Teile der Fassade sind mit geometrischen Ornamenten in kräftig-bunten Farben bemalt. Diese Fassadenbilder werden in Südafrika von den Frauen der Ndebele gemalt und von ihnen als Amagama, Bildbotschaften, bezeichnet. Die Ornamente entstammen ursprünglich einer älteren Kunstform: der Fertigung von Schmuckstücken und Gewandteilen, beispielsweise Brustplatten, Stirn-, Arm-, Taillen- und Fußbändern, aus farbigen Perlen. Als die Ndebele sesshaft wurden, wurde die Farb- und Formensprache dieser Schmuckstücke auf die Hausfassaden übertragen.

### Tafelmalerei aus dem Kongo
Die kongolesische Tafelmalerei hat ihren Ursprung in der traditionellen Hausmalerei dieses Landes. Da diese Kunst, auf die Lehmwände der Gebäude angebracht, der Witterung ausgesetzt war, musste sie beständig erneuert werden. Bis auf relativ wenige fotografische Aufnahmen sind denn auch kaum Zeugnisse dieser Kunst überliefert.
Um 1930 fanden Europäer, namentlich der belgische Kolonialbeamte Georges Thiry, Gefallen an dieser farbenfrohen ornamentalen, seltener figürlichen, Kunst. Sie regten afrikanische Künstler wie Djilatendo (eigentlich Tschelatendu, d. h. Steinwerfer) an, ihre Werke in dauerhafterer Form, nämlich als Aquarelle auf Papier, zu fertigen.
Das Afrika-Haus zeigt eine Reihe von Beispielen dieser Kunst seit den 1920er Jahren. Neben Djilatendo, der später von der Académie Française ausgezeichnet wurde, sind die Künstler D'Ekibondo und Albert Lubaki aus jener Zeit vertreten.
Ab den 1940er Jahren sind eine Reihe von Werken aus der von Pierre Romain Desfossés gegründeten Malschule Académie de l'art populaire congolais vertreten: Pili-Pili Mulongby malte poetische Landschafts- und Tierbilder in fein abgestimmten Farben. Bela Borkémas entwickelte eine eigene Fingermaltechnik. Indem er die Farbe mit den Fingerspitzen auftupfte, erzielte er Effekte, die an Werke aus dem europäischen Pointillismus erinnern. Bilder von Mwenze Kibwanga zeigen phantastisch-dramatische Szenen, beispielsweise Raubvögel mit riesigen Schwingen oder Kämpfe zwischen Menschen und Tieren.
Eine weitere Malschule entstand um 1950 auf Initiative des ethnologisch interessierten französischen Malers Pierre Lodz. Von Vertretern dieser Schule sind in Freiberg einige der surrealistisch anmutenden Werke von Jacques Zigoma sowie ornamental-figurative Bilder von François Thango zu sehen.

### Quadratmalerei aus Tansania

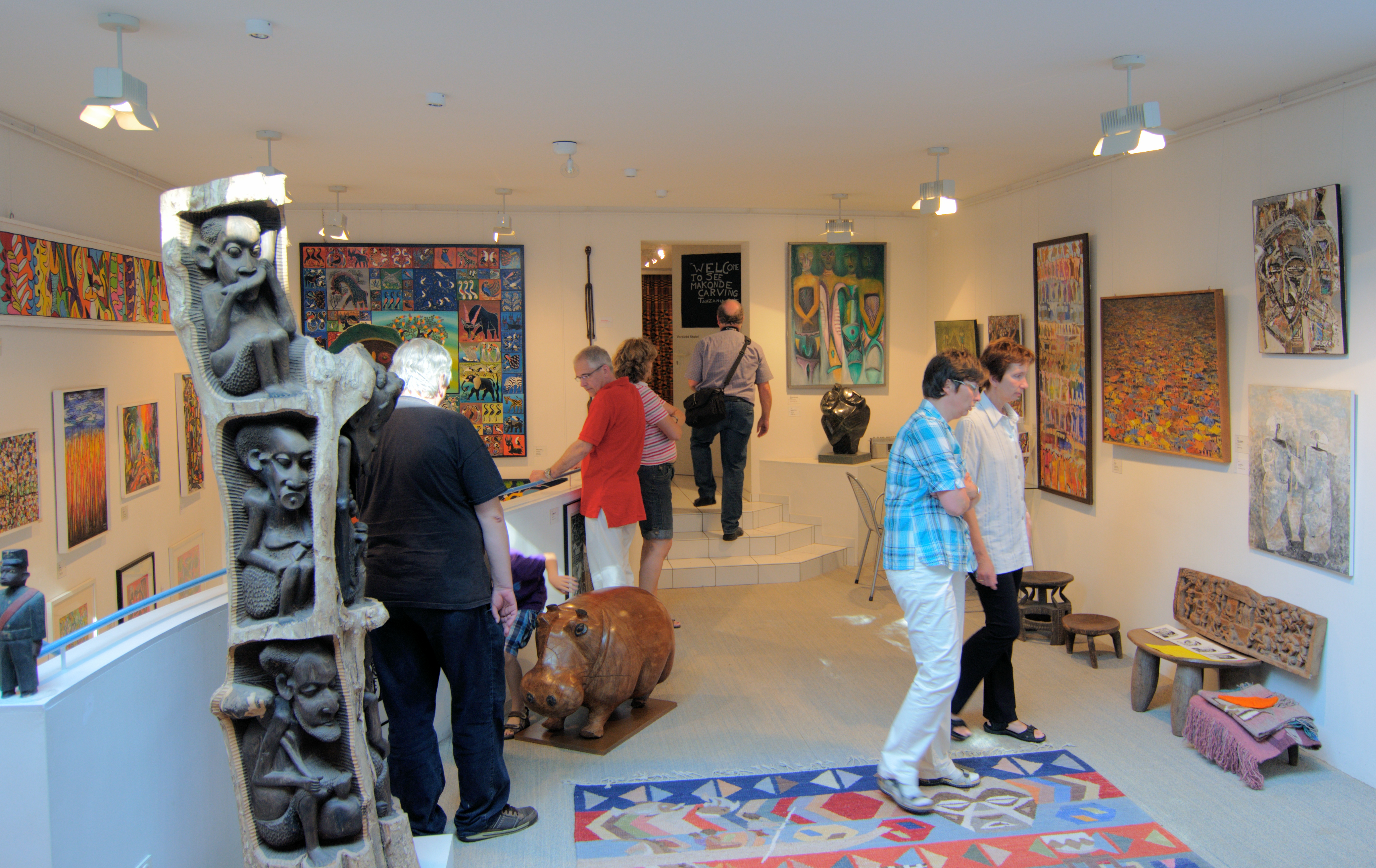
Innenraum

Der Bauernsohn Eduardo Saidi Tingatinga verdiente seinen Lebensunterhalt in der Stadt Daressalam, indem er Erinnerungen aus seiner Heimat, Dorfszenen, Tiere und Pflanzen, mit Fahrradlackfarben auf quadratische, ca. 60 cm × 60 cm große Hartfaserplatten malte. Diese Bilder verkaufte er auf dem Supermarkt. Sein Cousin January Linda assistierte ihm zunächst, später griff Linda selbst zum Pinsel. 1971 organisierten Entwicklungshelfer aus Skandinavien eine Ausstellung dieser Maler im Nationalmuseum von Daressalam. Diese führte zu einem großen Verkaufserfolg, durch den eine ganze Generation junger Künstler zum Malen angeregt wurde. Die Kunst Tingatingas wurde so zum Ausgangspunkt einer ganzen Malrichtung, der Tingatinga-Schule.
Die Ausstellung in Freiberg zeigt vor allem Werke aus der Frühzeit dieser Kunstrichtung, darunter 13 Arbeiten von Tingatinga selbst.

### Ebenholzskulpturen
Das Museum zeigt einige kunstvoll geschnitzte Ebenholzskulpturen von Makonde-Künstlern. Besonders aufwändig und kunstvoll gefertigt ist der Tanz der Shetani von Hossein Anangangola, ein luftiges, vielfach durchbrochenes Geflecht menschlicher Körper, Arme und Beine. Nicht minder komplex und kunstfertig ist das Sklavenboot, vermutlich eine Gruppenarbeit nicht namentlich bekannter Künstler, eine aus einem massiven Ebenholzstamm herausgearbeitete, ebenfalls vielfach durchbrochene Darstellung gefangener afrikanischer Sklaven und ihrer arabischen Aufseher auf einem Boot. Ein vergleichbares Werk befindet sich in der Sammlung im Kornhaus des Klosters Heiligkreuztal.
Der erregte Mann von Clementi Matei ist ein Beispiel für eine abstraktere figürliche Darstellung aus dem Bereich der Makondekunst.

### Malerei aus dem Senegal
Im Senegal, der 1960 unabhängig wurde, förderte der erste Präsident Léopold Sédar Senghor von Anfang an eine aktive Kulturpolitik, die die Folgen des Kolonialismus heilen und eine Renaissance der afrikanischen Kunst fördern sollte. Ausgehend von der 1959 gegründeten École des Arts de Dakar entstand ein weites Spektrum künstlerischer Aktivitäten, die sich beispielsweise in der Malerei, der Grafik, der Plastik und der Fertigung von Gobelins niederschlug. Diese offiziell geförderte Kunst hob das dekorative Element sehr stark hervor.
Nach der Ära Senghor, ab 1980, fanden junge Künstler Wege zu einer freieren Bildsprache. Eine herausragende Rolle in dieser Kunst spielt die Hinterglasmalerei – in Abwandlung des französischen sous verre in der Wolof-Sprache Souweres genannt. Das Freiberger Museum zeigt hauptsächlich solche Hinterglasmalereien. Werke von Souleymane Keita und Fodé Camara stehen für moderne, abstrakte senegalesische Kunst. Auf der anderen Seite stehen Werke, die Themen aus der erzählenden Literatur des Landes aufgreifen und darstellen, beispielsweise Fabeln und religiöse Motive, nicht selten unter Umgehung des Verbots der figürlichen Darstellung im Islam. In Freiberg vertretene Exemplare dieser Kunst sind beispielsweise Werke von Gora M'Bengue und Alexis N'Gom.

### Steinskulpturen aus Simbabwe
Ab den 1960er Jahren, ausgehend von der Gründung der im Jahre 1957 gegründeten Rhodesischen Nationalgalerie und von der 1966 gegründeten Künstlergemeinschaft Tengetenge, kam es zu einer Blüte der Steinbildhauerei in Simbabwe – die offizielle Kulturpolitik des Landes spricht von Zimbabwe stone sculptures. Ihren internationalen Durchbruch erzielte diese Kunst mit einer großen Ausstellung 1971 im Musée Rodin in Paris. In Deutschland wurde sie in einer Ausstellung 1994 im Palmengarten Frankfurt nahegebracht. Oft verwendetes Material der simbabwischen Steinmetzkunst ist dunkelgrüner bis schwarzer, in vielen Fällen glatt polierter Serpentin.
Das Freiberger Afrikahaus zeigt einige Beispiele – eindrucksvolle, stilisierte Darstellungen von Gesichtern oder Geistwesen, außerdem die Skulptur eines Löwen, von den Künstlern Stephen Mtengwa, Henry Munyaradzi, Josia Mwanzi und NDale Wilo. Besonders stolz ist man auf eine Skulptur des prominenten Künstlers Richard MTeki, eine stark stilisierte Darstellung eines menschlichen Kopfes, den so genannten Spatenkopf.

## Geschichte

### Gründung
Am 14. August 1957 brach in Kirchheim am Neckar ein VW Käfer zu einer großen Afrika-Tour auf. Sie ging Richtung Süden durch den westlichen Teil Afrikas zum Kap der Guten Hoffnung und von dort wieder zurück durch den Ostteil Afrikas. Die Tour dauerte ein gutes Jahr. Einer der beiden Insassen war Arthur Benseler (1925–2011) aus Freiberg am Neckar.
Nach dieser ersten Reise unternahm Arthur Benseler weitere mehrmonatige Studienaufenthalte und Reisen. Diese erbrachten eine Fülle von Material, so dass sich Benseler entschloss, ein Haus zu bauen, um alles angemessen unterbringen zu können. Dieses Haus – Heimstätte einer Afrika-Kunstsammlung, eines Afrika-Bildarchivs, eines Afrika-Musikarchivs und einer Afrika-Bücherei – entstand 1969–1970. Benseler selbst dachte damals nicht an eine Art von Gründungsakt, und auch der Name Afrikahaus stammt nicht von ihm, sondern setzte sich im örtlichen Volksmund durch, so dass schließlich eine offizielle Bezeichnung daraus wurde.

### Nutzung
Es wurde ab den 1970er Jahren zu einem Zentrum der auf Afrika bezogenen Kultur und Erwachsenenbildung im südwestdeutschen Raum. Neben Ausstellungen afrikanischer Kunst wurden Konzerte und Seminare organisiert, und es wurde Anlaufstelle für den persönlichen Austausch mit Künstlern und anderen Persönlichkeiten aus Afrika. Zwischen 1970 und 1995 fanden im Afrikahaus rund 150 Seminare mit mehr als 700 Arbeitsabenden und rund 20.000 Teilnehmern statt.
Das Afrikahaus Freiberg war einer der ersten Orte in Europa, an denen original afrikanische Kwela-Musik zu hören war: 1972 war dort die Kachamba Brothers' Band von Daniel und Donald Kachamba aus Malawi zu Gast. Gemeinsam mit ihrem Bandmitglied, dem Völkerkundler Gerhard Kubik, gaben sie am Abend ein Konzert in der Freiberger Nikolauskirche. Von den vielen Ausstellungen, die im Afrikahaus stattfanden, ist die Makonde-Ausstellung von 1988 besonders erwähnenswert. Sie wurde anschließend vom Musée National des arts d'Afrique et d'Océanie in Paris übernommen.
Zu den prominenten Besuchern des Hauses gehörte der Bischof Naumu von Kamerun, der – selbst Musiker und Komponist – dort den Kontakt zu den Kachamba-Brüdern suchte. Der damalige Botschafter Ghanas war vom Afrikahaus so angetan, dass er beschloss, es in seiner Heimat als Alterssitz nachzubauen – er ließ sich von Arthur Benseler die Baupläne geben.
Das Afrikahaus wurde vom Arbeitskreis Afrikahaus, der Stadt Freiberg sowie der Familie Benseler betreut und verwaltet. Für die Zeit nach seinem Tode überließ Artur Benseler es der Stadt Freiberg am Neckar zur Weiterführung in seinem Sinne.
Im Mai 2019 wurde die Stadt Freiberg am Neckar für ihr Engagement zum Afrikahaus mit dem kommunalen Preis African Diaspora Living Legend ausgezeichnet.

### Verfall

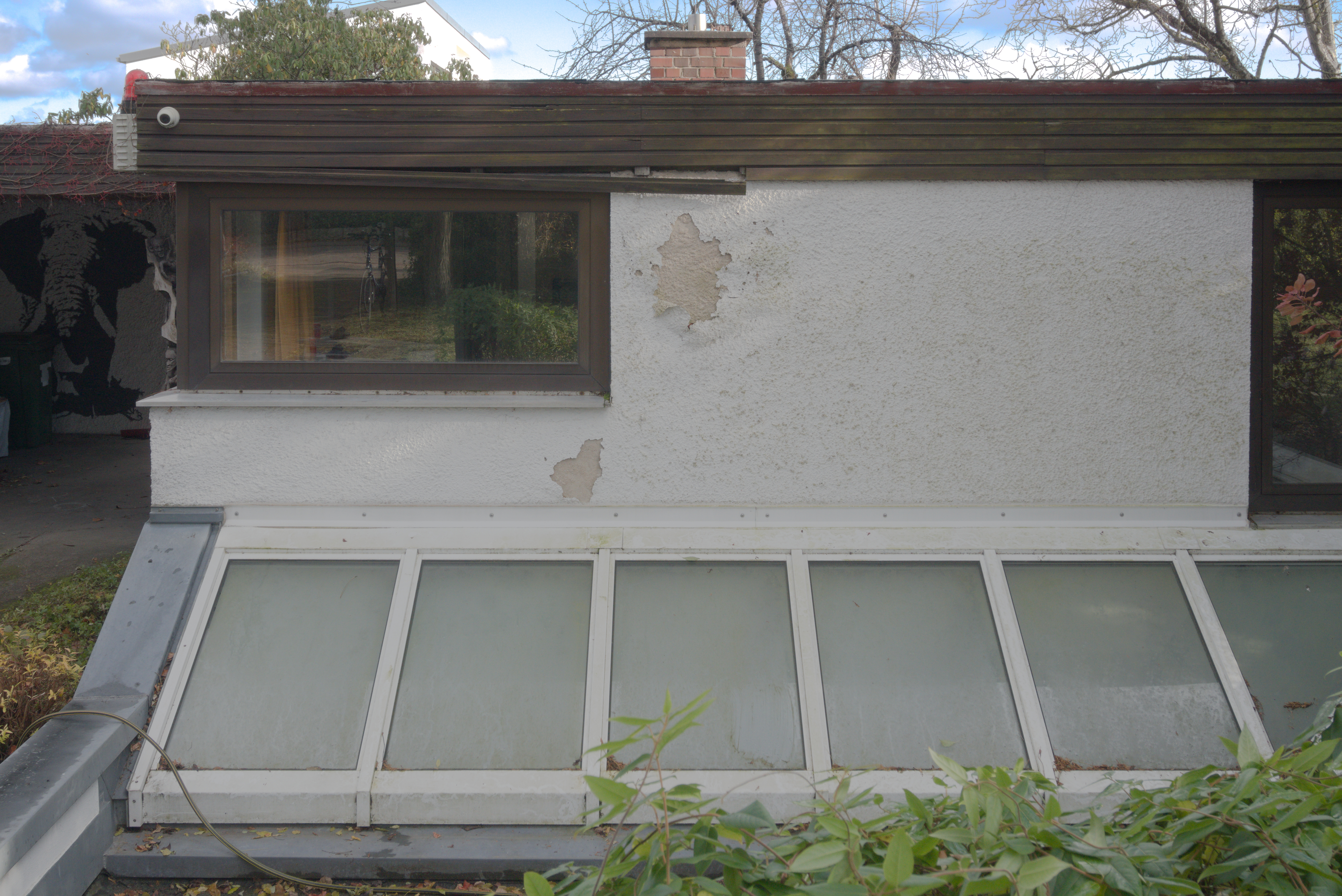
Schadhafte Fassade

Nach dem Tod von Artur Benseler und besonders während der Corona-Epidemie verfiel die Bausubstanz. Das Flachdach wurde undicht, Feuchtigkeit und Schimmel zogen ins Mauerwerk und in die Räume ein. Auch ein Teil der Kunstwerke wurde in Mitleidenschaft gezogen. Wegen der Gesundheitsgefährdung durch den Schimmel wurde das Innere des Hauses nicht mehr für Besucher zugänglich. Der Bau soll laut Planung der Gemeindeverwaltung abgerissen werden. Die Kunstwerke sollen soweit nötig restauriert und anschließend in städtischen Gebäuden ausgestellt werden (Stand August 2024). Eine Bürgerinitiative versuchte daraufhin, das Haus als Kulturdenkmal einstufen zu lassen und so vor dem Abriss zu bewahren. Ein Gutachten kam jedoch zu dem Ergebnis, dass das Haus ein „typischer Bungalowbau“ sei, „der architektonisch keine Besonderheiten aufweist,“ und deshalb die Anforderungen des baden-württembergischen Denkmalschutzes nicht erfülle.

## Afrika-Fest

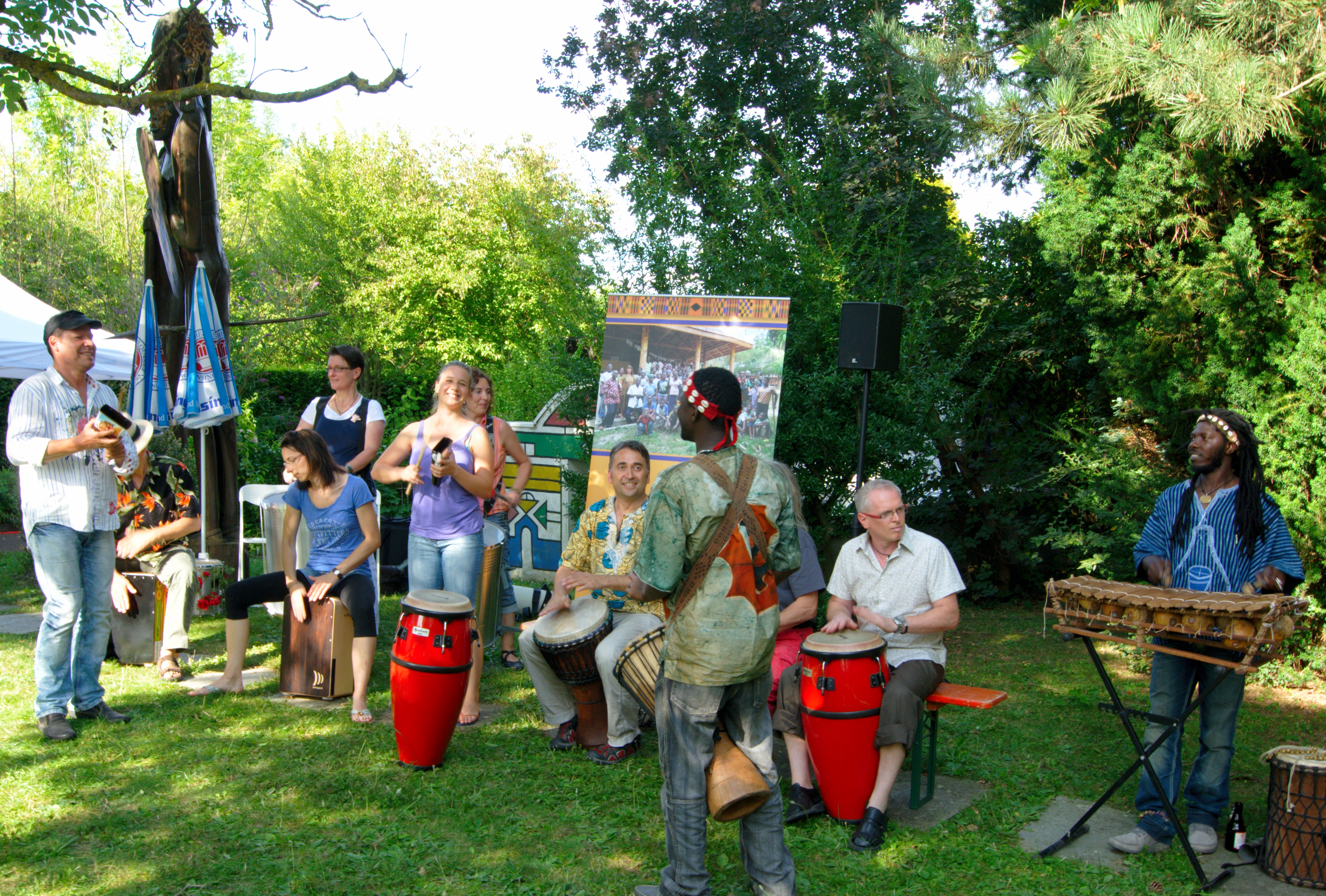
Jam-Session: Perkussion und Gesang beim Afrikafest 2012. Die deutsche Gruppe Takt-Los gemeinsam mit den westafrikanischen Frères Gelia.

Jedes Jahr im Juni fand im und am Afrikahaus ein Afrika-Fest statt. Es gab musikalische Darbietungen, afrikanisches Essen, Tanz sowie Führungen durch die Ausstellung.